# 47 Ursae Majoris c
Taphao Kaew
47 Ursae Majoris c ou Taphao Kaew est une exoplanète en orbite autour de l'étoile Chalawan.

Orbites des planètes de Chalawan (en noir) comparés aux planètes du système solaire (en bleu)

La planète Taphao Thong a été la première à période orbitale longue à être découverte en 1996, avec de plus une faible excentricité. Elle fait 2,63 fois la masse de Jupiter et réalise son orbite en 1089 jours.
Une seconde planète Taphao Kaew fut découverte en 2002, et réalise son orbite en 2594 jours.
Les deux planètes ont une configuration similaire à celle de Jupiter et Saturne, aussi bien du point de vue orbite que masse.
Les simulations suggèrent que la partie intérieure de la zone habitable pourrait abriter une planète tellurique, bien que la zone externe serait gênée par la proximité de Taphao Thong qui de plus réduirait la quantité d'eau donnée pendant la phase d'accrétion,. Cela pourrait signifier que cette planète serait petite et sèche.
| Planète      | Masse (MJ)   | Période orbitale (en jours) | Axe semi-majeur (ua) | Excentricité  |
| ------------ | ------------ | --------------------------- | -------------------- | ------------- |
| Taphao Thong | >2.63 ± 0.23 | 1089.0 ± 2.9                | 2.13 ± 0.12          | 0.061 ± 0.014 |
| Taphao Kaew  | >0.79 ± 0.13 | 2594 ± 90                   | 3.79 ± 0.24          | 0.00 ± 0.12   |

## Désignation
47 Ursae Majoris c a été sélectionnée par l'Union astronomique internationale (IAU) pour la procédure NameExoWorlds, consultation publique préalable au choix de la désignation définitive de 305 exoplanètes découvertes avant le 31 décembre 2008 et réparties entre 260 systèmes planétaires hébergeant d'une à cinq planètes. La procédure, qui a débuté en juillet 2014, s'achèvera en août 2015, par l'annonce des résultats, lors d'une cérémonie publique, dans le cadre de la XIXe Assemblée générale de l'IAU qui se tiendra à Honolulu (Hawaï).